# Lily Snyder
Lily Walsh Snyder is een personage uit de Amerikaanse soap As the World Turns. Ze wordt sinds 1985 gespeeld door Martha Byrne. Byrne is vijf keer genomineerd voor een Daytime Emmy Award voor haar werk als Lily, Ze won in 1987 voor "Outstanding Younger Actress" en in 2001 voor "Outstanding Lead Actress".
Lily is gerecast door Noelle Beck vanaf 8 mei 2008 na het vertrek van Martha Byrne op 22 april 2008.